# Bogusław Paleczny
Bogusław Paleczny (ur. 9 maja 1959 w Szczecinie, zm. 2 czerwca 2009 w Tarnowskich Górach) – polski duchowny katolicki, kamilianin, działacz społeczny na rzecz pomocy bezdomnym, autor muzyki religijnej. 

## Życiorys
Formację kapłańską uzyskał w Wyższym Metropolitalnym Seminarium Duchownym w Warszawie. Jeszcze jako jego alumn od 1989 niósł pomoc najuboższym i bezdomnym. Śluby wieczyste złożył w 1993, a święcenia kapłańskie otrzymał 21 maja 1994. 
W 1991 powołał do życia za zgodą władz zakonnych Kamiliańską Misję Pomocy Społecznej (KMPS), działającą w ramach i strukturach Zakonu Ojców Kamilianów. Z jego inicjatywy w ramach KMPS powstały między innymi Bar Charytatywny „Św. Marta” oraz Pensjonat Socjalny „Św. Łazarz” dla bezdomnych mężczyzn w warszawskiej dzielnicy Ursus, gdzie schronienie uzyskało 100 osób. W 2006 rozpoczął tam budowę jachtu pełnomorskiego, którym razem z podopiecznymi chciał opłynąć świat.
Śpiewał i grał na gitarze, wydał 9 płyt. Dzięki środkom uzyskanym z koncertów mógł prowadzić działalność charytatywną oraz na bieżąco przeprowadzać najpotrzebniejsze remonty.
Zmarł 2 czerwca 2009. Przyczyną śmierci był rozległy zawał serca. Jest pochowany w Tarnowskich Górach.